# Черняева, Федосья Никитична
Федо́сья Ники́тична Черня́ева (ок. 1880, Нуча — ок. 1968, там же) — русская крестьянка, няня детей князей Звенигородских и Митурич, ухаживала за умиравшим поэтом Велимиром Хлебниковым.

## Биография
Русская крестьянка, родилась в селе Нуче Ардатовского уезда Нижегородской губернии. Своей семьи не имела, всю жизнь посвятила воспитанию детей семей князей Митурич и Звенигородских, которые звали её «Фопенька» или «Фопка». Пётр Васильевич Митурич многократно упоминал о Федосье Никитичне («Фопке») в своих записках. Он описывал её так:
Фопка баба неграмотная, лет сорока. Нижегородская баба цокающая. С её помощью Н. К. (Наталья Константиновна Митурич, супруга Петра Васильевича) неплохо изворачивалась в деревенских условиях и благополучно миновала голодное время, которое изнуряло тогда все крупные города.Пётр Митурич.
В 1922 году ухаживала за умиравшим поэтом Велимиром Хлебниковым, другом Петра Митурича. Её образ и просторечные выражения включены в некоторые поздние стихотворения Хлебникова.
Рано утром его навещала Фопка и будто бы спросила: „Трудно тебе умирать?” (она всем говорила ‘ты’), и будто бы он ответил ей: „Да”. [...] Фопка, как положено, пришла обмывать мёртвого. Когда мы открыли тело Велимира, то она в ужасе всплеснула руками: „Бедный страдалец!” Потом, приподнимая тело для переодевания в чистое бельё, она произнесла заклятие: „Не пугай меня, не пугай ночами!”Пётр Митурич.
Несколько рисунков Петра Васильевича Митурича, созданные с 1915 по 1923 года и изображающие Фопеньку, находятся в Третьяковской галерее. В последние годы жила в своём родном селе Нуче. Скончалась около 1968 года. После её смерти провожать Черняеву в последний путь пришли тысячи людей.